# キプロスサッカー協会
キプロスサッカー協会（キプロスサッカーきょうかい、希: Κυπριακή Ομοσπονδία Ποδοσφαίρου, 英: Cyprus Football Association）はキプロスにおけるサッカーを統括する競技運営団体。略称はCFA。国際サッカー連盟（FIFA）と欧州サッカー連盟（UEFA）に加盟している。協会本部はニコシアにある。
サッカーキプロス代表やキプリオット・ファースト・ディヴィジョンの組織・運営を行っている。
2007年に本部を新築。落成式には欧州サッカー連盟会長のミシェル・プラティニや、当時キプロス大統領であったタソス・パパドプロスらが出席した。また、マーフィン・ポピュラー銀行と新しいスポンサー契約を交わしたことを発表した。